# Neuenbürg (Weisendorf)
Neuenbürg (ⓘ) ist ein Gemeindeteil des Marktes Weisendorf im Landkreis Erlangen-Höchstadt (Mittelfranken, Bayern).

## Geografie
Neuenbürg liegt auf dem Gemarkungsteil 1 der Gemarkung Großenseebach.
Durch das Dorf fließt der Mühlgraben, der die Neuenbürg- und Trinkweiher speist und ein Nebenarm der etwas weiter südlich fließenden Lindach, eines rechten Zuflusses des Mohrbachs. Im Norden liegt ein kleines Waldgebiet, im Süden eine Neubausiedlung von Großenseebach. Ansonsten ist der Ort von Acker- und Grünland umgeben. Im Südwesten liegt die Flur Vogelherd. Eine Gemeindeverbindungsstraße verläuft nach Kairlindach zur Kreisstraße ERH 27 (1,5 km westlich) bzw. nach Großenseebach zur Kreisstraße ERH 26 (0,6 km südöstlich). Eine weitere Gemeindeverbindungsstraße führt nach Dannberg (1 km nördlich).
An Neuenbürg führt der Fränkische Marienweg vorbei.

## Geschichte
1165 und 1200 wurden „Rupprecht“ und „Walter von der Nuvenburg“ urkundlich erwähnt. Dies ist zugleich die erste urkundliche Erwähnung von Neuenbürg. Die Burganlage wurde zur Unterscheidung von der älteren Burg Hannberg „neue Burg“ genannt. Im 14. Jahrhundert besaßen die Herren von Maienthal die Burg als Freieigen. Im Bamberger Urbar von 1348 wurde bezeugt, dass die Herren von Maienthal die Frühmesse in Kairlindach stifteten. 1388 nahmen Nürnberger Reisige unter Ulman Stromer die Burg ein und zerstörten sie. Durch den Wiederaufbau kamen die Herren von Maienthal in wirtschaftliche Bedrängnis, so dass sie fast ihren gesamten Besitz außer Neuenbürg verkaufen mussten. Im Ersten Markgrafenkrieg wurde die Burg im Jahr 1449 wiederum von Nürnberger Truppen zerstört. Bereits 1453 wurde sie wieder aufgebaut. 1535 verkauften sie die Maienthaler an die Truchsessen von Wetzhausen, diese wiederum 1592 an die von Holzschuher, in deren Besitz sie bis 1703 blieb. Unter den Holzschuhern konnte die von Bamberg ausgehende Gegenreformation erfolgreich abgewehrt werden. In der Folgezeit wechselten die Schlossherren häufig, seit 1872 gehört Neuenbürg den Freiherren von Gagern.
Gegen Ende des 18. Jahrhunderts gab es in Neuenbürg 8 Anwesen (1 Schloss, 1 Mühle, 6 Höfe). Das Hochgericht übte das bambergische Centamt Herzogenaurach aus. Die Dorf- und Gemeindeherrschaft hatte das Rittergut Neuenbürg, das auch alleiniger Grundherr über alle Anwesen war. Das Rittergut hatte außerdem grundherrliche Ansprüche in den Orten Boxbrunn (1), Heßdorf (2), Niederlindach (1), Reinersdorf (6), Sauerheim (?), Schornweisach (1), Tragelhöchstädt (1) und übte auch in Reinersdorf die Dorf- und Gemeindeherrschaft aus.
Von 1797 bis 1810 unterstand ein Teil des Ortes dem Justizamt Dachsbach und Kammeramt Neustadt. Im Rahmen des Gemeindeedikts wurde Neuenbürg dem 1811 gebildeten Steuerdistrikt Hannberg zugewiesen, 1818 war es ein Teil der neu gebildeten Ruralgemeinde Reinersdorf.
Am 1. Januar 1972 wurde Neuenbürg im Zuge der Gebietsreform in die Gemeinde Weisendorf eingegliedert.

### Baudenkmal
- Mühlenweg 3: ehemaliges Wasserschloss

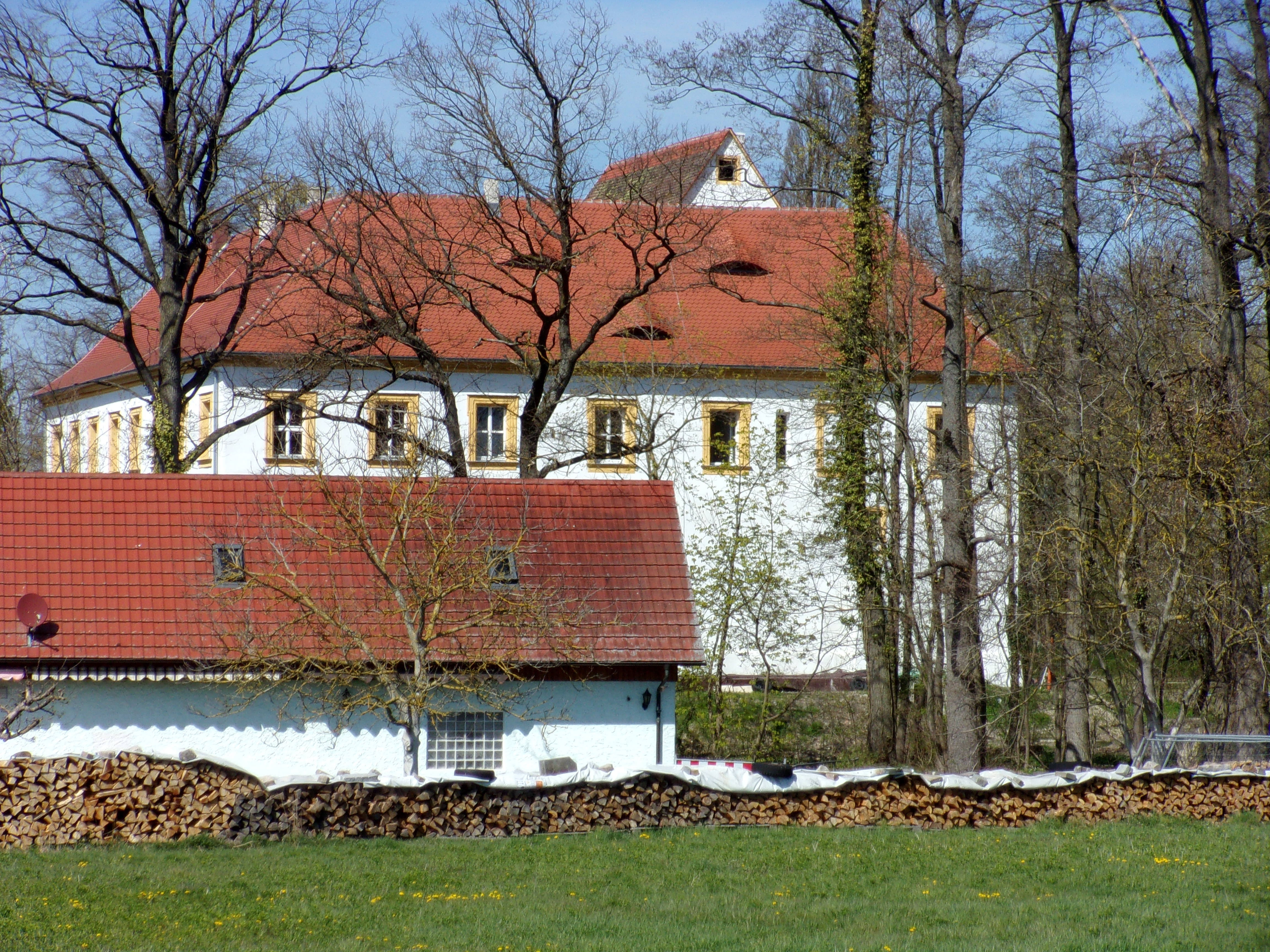
Das ehemalige Wasserschloss
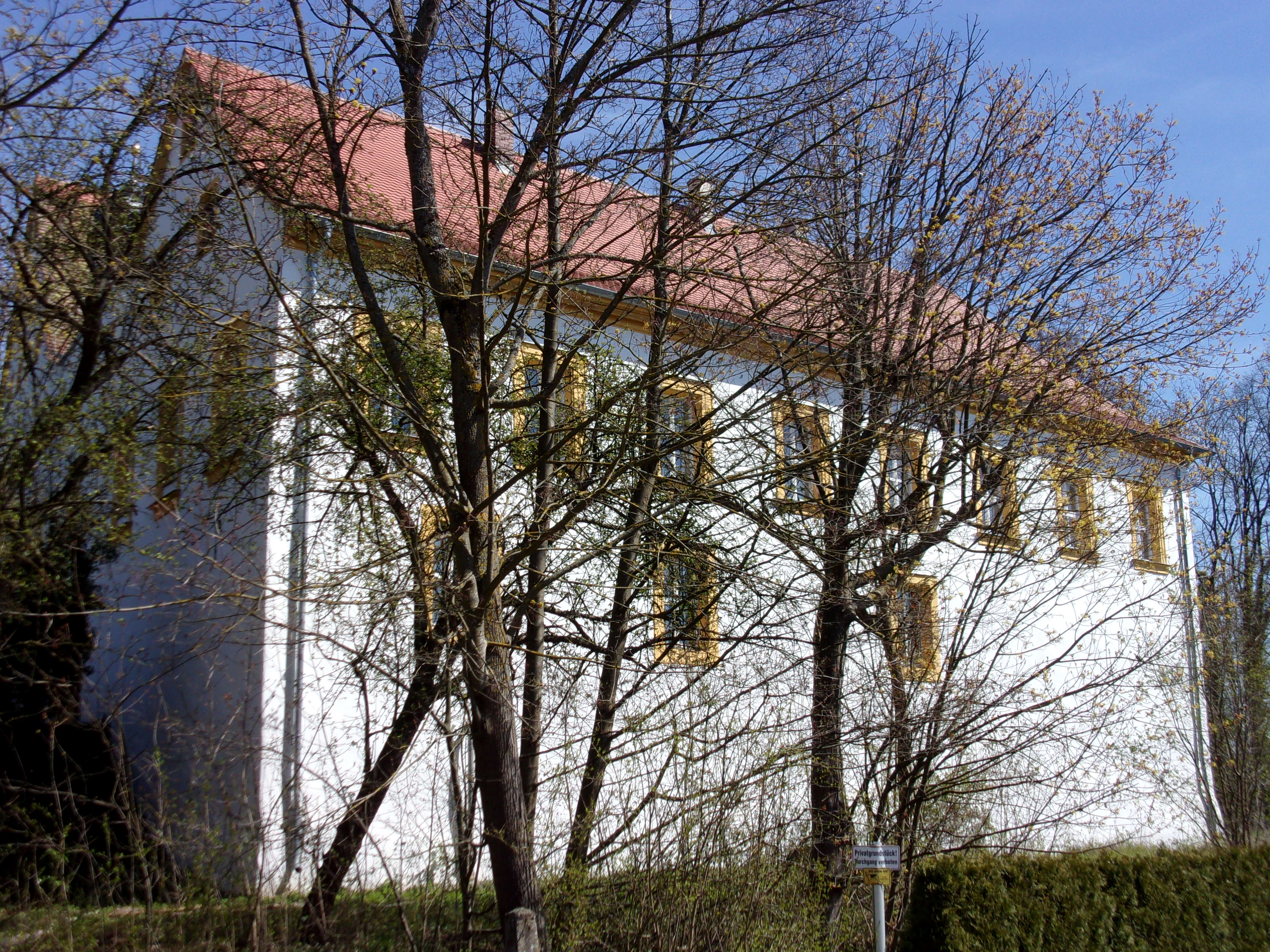
Die Westseite des Schlosses

### Einwohnerentwicklung
| Jahr      | 001818 | 001861 | 001871 | 001885 | 001900 | 001925 | 001950 | 001961 | 001970 | 001987 | 002019 |
| Einwohner | 109    | 124    | 134    | 94     | 86     | 103    | 125    | 107    | 113    | 101    | 136    |
| Häuser    | 20     |        |        | 23     | 22     | 21     | 21     | 23     |        | 29     |        |
| Quelle    | [ 9 ]  | [ 10 ] | [ 11 ] | [ 12 ] | [ 13 ] | [ 14 ] | [ 15 ] | [ 16 ] | [ 17 ] | [ 18 ] | [ 1 ]  |

## Religion
Der Ort ist seit Reformation evangelisch-lutherisch geprägt und nach St. Kilian (Kairlindach) gepfarrt. Die Katholiken sind nach Geburt Mariens (Hannberg) gepfarrt.